# Болгаро-израильские отношения
Израильско-болгарские отношения — двусторонние дипломатические отношения между Болгарией и Израилем. Болгария была одной из немногих стран Европы, которая на своей территории спасла 48 000 евреев во время Второй мировой войны., чего однако нельзя сказать о оккупированных болгарами территорий Югославии и Греции.

## История
Израиль и Болгария установили дипломатические отношения в 1948 году. После Шестидневной войны Болгария порвала связи с Израилем. В 1990 году дипломатические отношения были восстановлены. У Болгарии есть посольство в Тель-Авиве, а у Израиля есть посольство в Софии и почетное консульство в Варне.
Сотрудничество было укреплено неожиданными добровольными действиями двух наций. Летом 2010 года Болгария отправила 90 пожарных в Израиль, чтобы присоединиться к усилиям по гашению массивных пожаров, бушевавших в окрестностях Хайфы. Летом 2012 года Израиль отправил два «Воздушных Трактора» в Болгарию для борьбы с лесными пожарами на горе Витоша около Софии, что также свидетельствует о благодарности за предыдущий жест болгар и для укрепления отношений между двумя странами. 7 июля 2011 года болгарский премьер-министр Бойко Борисов и его израильский коллега Биньямин Нетаньяху подписали декларацию о более тесном сотрудничестве между двумя странами и их правительствами в различных областях: международных отношениях, нац. безопасности, готовности к чрезвычайным ситуациям, туризме, энергетике и сельском хозяйстве. Израиль также принял к сведению стремление Болгарии к международному сотрудничеству между двумя странами в целях сохранения памятных событий, изучения и исследования Холокоста, борьбы с ксенофобией и антисемитизмом.
В январе 2012 года Израиль и Болгария подписали два дополнительных меморандума взаимопонимания, целью которых были совместные военные учения и сотрудничество в сфере обороны. Оба соглашения были подписаны израильским министром обороны Эхудом Бараком и его болгарским коллегой Аню Ангеловым. Министр Ангелов заявил, что оба соглашения в дополнение к их экономическим и оборонным выгодам также «несут политическое сообщение — Болгария и Израиль стали на шаг ближе к более тесному сотрудничеству и стратегическому диалогу.» После взрыва автобуса в Бургасе в 2012 году, Болгария и Израиль пообещали усилить сотрудничество в сфере безопасности, обсуждая различные аспекты двустороннего сотрудничества на встрече министров внутренних дел между болгарским заместителем премьер-министра и главы МВД Цвелином Иочевым и главой израильского МИДа Авигдором Либерманом в ноябре 2013 года. Международное расследование, проведенное Болгарией установило, что взрыв был осуществлен военизированным крылом Хезболлы, в результате погибли 5 израильтяне и один гражданин Болгарии.
Правительства обеих стран также намереваются сотрудничать в сфере высоких технологий, коммуникациях, здравоохранении и сельском хозяйстве, а также продолжать положительное развитие туризма между двумя странами и избавление от зависимости от энергоресурсов. Израиль также намеревался объединиться с Болгарией, Кипром, Грецией и Румынией для создания региональной группы для реагирования в кризисных ситуациях, которая также повысит уровень партнерства между странами в случаях потенциальной угрозы — это обсуждалось на встрече между Либерманом и болгарским винистром внутренних дел Йовчевым в марте 2014 года.
В ноябре 2018 года израильский премьер-министр Нетаньяху прилетел в Болгарию с официальным визитом для участия в форуме четырёх европейских стран (Болгария, Сербия, Греция, Румыния). В ходе визита Нетаньяху встретился со своим болгарским коллегой Бойко Борисовым. В рамках встречи обсуждалась возможность по продвижению прокладки в Европу израильского газопровода EastMed.
В ноябре 2023 года премьер-министр Болгарии Николай Денков посетил Израиль. Он встретился с главой правительства Биньямином Нетаниягу. Денков заявил о поддержке права Израиля на самооборону, однако отметил важность доставки гуманитарной помощи в Сектор Газа.

## Военное сотрудничество
С 7 по 13 сентября 2017 года в Болгарии прошли совместные учения с ВВС Израиля, получившие кодовое название «Collector’s Item 17». В них приняли участие 42 самолета F-15 и F-16 израильских ВВС, а также болгарские самолеты МИГ-29 и системы ПВО С-300, аналогичные размещённым в Сирии и Иране. Кроме того, в учениях принимают размещённые в Болгарии в рамках сил НАТО итальянские самолёты EF-2000 Typhoon.

## Культурное сотрудничество
В дни праздника Суккот в 2018 году в израильской деревне Абу-Гош был приглашён и выступил женский камерный хор «Лира» под руководством Галины Поповой из Болгарии в рамках Фестиваля вокальной и литургической музыки.